# Vokány
Vokány là một thị trấn thuộc hạt Baranya, Hungary. Thị trấn này có diện tích 17,09 km², dân số năm 2010 là 851 người, mật độ 50 người/km².